# Liste der Kulturdenkmäler in Mauritius
Diese Liste nennt die Kulturdenkmäler in Mauritius (National heritage of Mauritius).

## Rechtsgrundlage

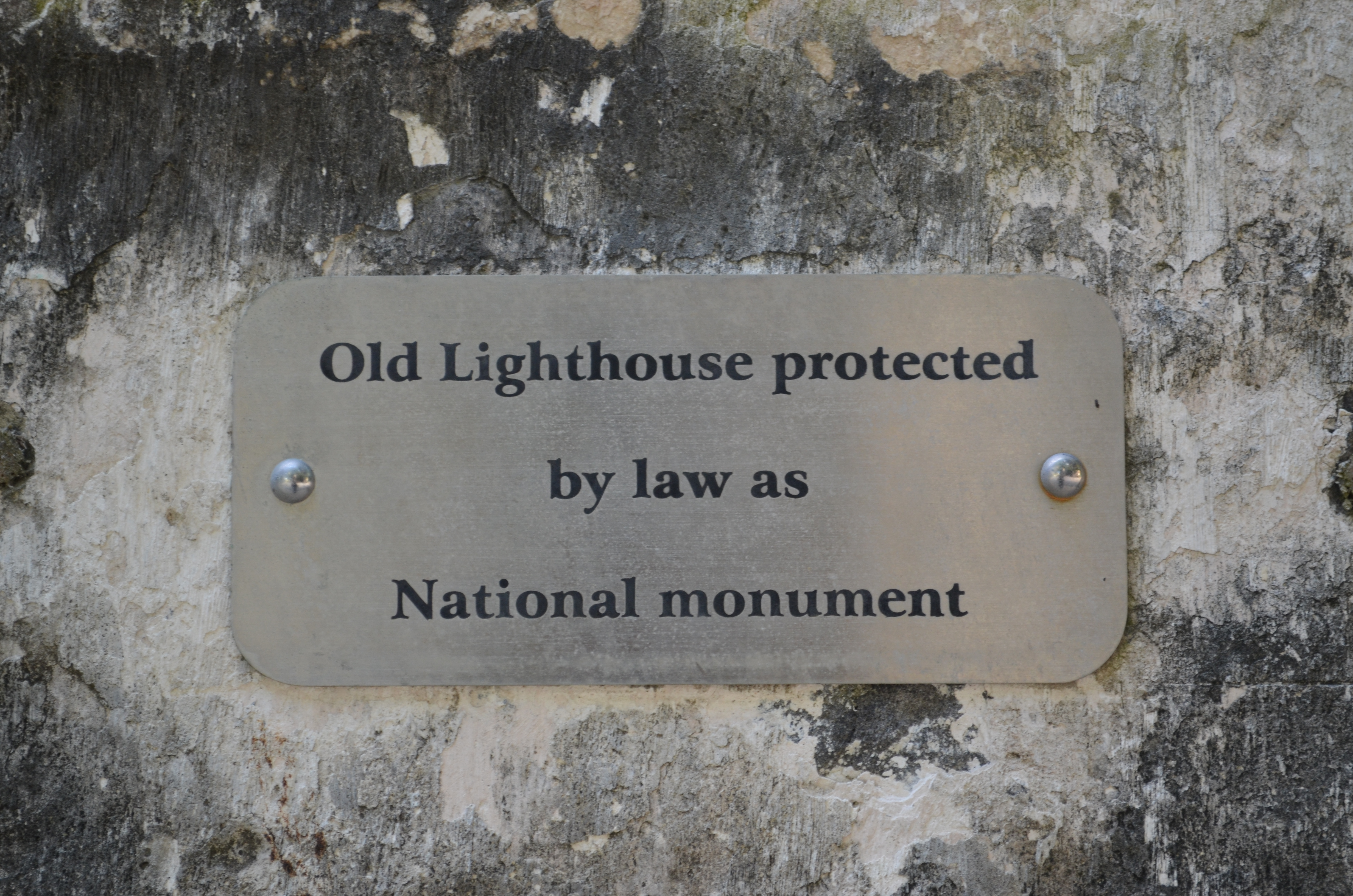
Kennzeichnungen der Kulturdenkmale wie hier sind auf Mauritius eine seltene Ausnahme

Während vorher auf Mauritius lediglich einzelne Objekte per individuellem Rechtsakt unter Denkmalschutz gestellt wurden, wurde mit dem National Monuments Act von 1985 eine Systematik eingeführt. Die aktuelle Rechtsgrundlage ist der National Heritage Fund Act (No. 40) von 2003.
Die Liste basiert auf der Anlage zu diesem Gesetz.

## Liste
| Bild | Name                                                                                                   | Distrikt           | Lage                                                         | Beschreibung |
| --- | --- | ------------------ | ------------------------------------------------------------ | --- |
| | Aapravasi Ghat                                                                                         | Port Louis         | Hafen an der M2                                              | Aapravasi Ghat (Hindi für Einwanderungsgrenze) war ein Lager für indische Einwanderer nach Mauritius in Port Louis. UNESCO-Weltkulturerbe. |
| 0 | Tränke (fr: Abreuvoir)                                                                                 | Port Louis         | New Moka Street                                              | Die Tränke in der New Moka Street ist an der Straßenseite eines Gebäudes angebracht, dass zur Franzosenzeit die königliche Bäckerei war. Später wurde das Haus vom Government Printing Service Mauritius genutzt. |
| 0 | Bowen Square                                                                                           | Port Louis         | 0                                                            | 0 |
| Bild gesucht Die Wikipedia wünscht sich an dieser Stelle ein Bild vom Ort mit diesen Koordinaten -20.177615 57.47406 . Motiv: Canal Dayot Aqueduct Falls du dabei helfen möchtest, erklärt die Anleitung , wie das geht. BW                                    | Canal Dayot Aqueduct                                                                                   | Port Louis         | Canal Dayot Street                                           | Während der Gouverneurschaft von Souillac (1779–1787) ließ der Ingenieur Thomas Dayot ab 1782 eine Wasserleitung vom Grand River North-West nach Port Louis bauen. Der Bau erfolgte mit privatem Kapital. 1794 erwarb die Regierung da Bauwerk. 1860 wurde seine Funktion durch den Municipal Canal übernommen. Seit 1958 ist das Aquädukt Kulturdenkmal. |
| 0 | Central Market                                                                                         | Port Louis         | 0                                                            | 0 |
| | Central Railway Station                                                                                | Port Louis         | 0                                                            | 0 |
| 0 | Grab von Charles Henry Leal                                                                            | Port Louis         | Western Cemetery                                             | 0 |
| Bild gesucht Die Wikipedia wünscht sich an dieser Stelle ein Bild vom Ort mit diesen Koordinaten -20.159383 57.50076 . Motiv: Chien de Plomb Falls du dabei helfen möchtest, erklärt die Anleitung , wie das geht. BW                                          | Chien de Plomb                                                                                         | Port Louis         | Hafen                                                        | Während der Amtszeit von Gouverneur Labourdonnais (1735–1747) wurde ein Kanal (der heute noch erkennbar ist) vom Grand River Noth West zum Hafen von Port Louis angelegt, der die dortigen Schiffe mit Trinkwasser versorgen sollen. Der „Wasserhahn“ war auf dem „Chien de Plomb“ montiert. |
| 0 | Cimetière Breton (G.R.N.W.)                                                                            | Port Louis         | 0                                                            | 0 |
| 0 | Grab von Colonel Joseph Yates                                                                          | Port Louis         | Western Cemetery                                             | Oberst Joseph Yates war britischer Offizier und starb am 29. November 1810, dem Tag des Beginns der britischen Invasion im Rahmen des Mauritiusfeldzugs. Der Grabstein stand zunächst vor der Kathedrale von Port Louis und befindet sich heute auf dem Westfriedhof. |
| 0 | Grab von Archibald Litchfield                                                                          | Port Louis         | Western Cemetery                                             | Der britische Leutnant Archibald Litchfield starb im Alter von 21 Jahren am 10. November 1817. Das Grab wurde von seinen Offizierskollegen errichtet. |
| 0 | Grab von Dominus Arthur Chichester                                                                     | Port Louis         | Western Cemetery                                             | Arthur Chichester (* 1808) war ein britischer Offizier auf Mauritius. Nachdem er am 25. Juni 1840 starb, ließ ihm sein Vater, Marquess of Donegall ein eindrucksvolles Grab errichten. |
| Bild gesucht Die Wikipedia wünscht sich an dieser Stelle ein Bild vom Ort mit diesen Koordinaten -20.174349 57.474445 . Motiv: Donjon von St. Louis Falls du dabei helfen möchtest, erklärt die Anleitung , wie das geht. BW                                   | Donjon von St. Louis und Umgebung                                                                      | Port Louis         | An der A1 neben der Brücke über den Black River              | Unter Gouverneur Dumas wurde der Donjon und weitere Festungswerke erbaut, um die Südflanke von Port Louis zu verteidigen. 1759 war er mit drei Kanonen mit jeweils 8 Pfund, 8 lb, für 1810 werden zwei weitere Kanonen genannt. Die für Mauritius einzigartige Festungsanlage umfasst heute noch ein Pulvermagazin für 40 Fässer Pulver (4,5 m × 3,7 m). |
| 0 | Grab von Dr. Josepf François Dauban                                                                    | Port Louis         | Western Cemetery                                             | Das Grab des Arztes und Kommunalpolitikers Dr. Josepf François Dauban (1788–1856) wurde von den dankbaren Einwohnern von Port Louis errichtet. |
| 0 | Flour Mill (G.R.N.W.)                                                                                  | Port Louis         | 0                                                            | Die Kornmühle am Grand River North-West wurde von der Ostindienkompagnie erbaut. |
| | Fort Adelaide                                                                                          | Port Louis         | Sebastopol Street                                            | Die Zitadelle von Port Louis (auch Fort Adelaïde) ist eine Befestigungsanlage oberhalb der Stadt aus den Jahren 1834 bis 1840. |
| 0 | Fort George                                                                                            | Port Louis         | 0                                                            | 0 |
| Bild gesucht Die Wikipedia wünscht sich an dieser Stelle ein Bild vom Ort mit diesen Koordinaten -20.164329 57.497023 . Motiv: Brunnen (Artillery Square) Falls du dabei helfen möchtest, erklärt die Anleitung , wie das geht. BW                             | Brunnen (Artillery Square)                                                                             | Port Louis         | Guy Rozemont Square, Lord Kitchener Street                   | Der stillgelegte Brunnen bezog sein Wasser aus dem Kanal „Le Pouce“ und diente der Wasserversorgung der Verwaltung der Artillerie. |
| | Brunnen vor der Kathedrale von Port Louis                                                              | Port Louis         | Vor der Kathedrale                                           | Der Brunnen vor der katholischen Kathedrale in Form eines mit Skulpturen von Löwen geschmückten Obelisken wurde unter Gouverneur Vicomte de Souillac 1786 errichtet. |
| 0 | Französische Batterien                                                                                 | Port Louis         | Dumas Mountain                                               | 1780 wurde auf dem damaligen Montagne des Prêtres die stärkste Artillerie-Batterie der Insel erbaut. |
| 0 | French Retranchements                                                                                  | Port Louis         | Pamplemousses Road                                           | [ 24 ] |
| 0 | Grab von General Jacob de Cordemoy                                                                     | Port Louis         | Western Cemetery                                             | Philippe Antoine Jacob de Cordemoy war Offizier und Verwaltungsbeamter. Er lehnte mehrmals das Amt des Gouverneurs ab und erwarb sich große Verdienste um die Insel. Er starb am 7. Oktober 1820. |
| | Government House                                                                                       | Port Louis         | 0                                                            | Das Regierungsgebäude war ursprünglich ein Holzgebäude. Unter Gouverneur Nicolas de Maupin (1729–1735) wurde das Haus durch ein einstöckiges Steingebäude ersetzt. Dieses La Loge genannte Gebäude wurde unter Mahé de Labourdonnais erweitert und war danach als Hôtel du Gouvernement bekannt. Später wurde es auf zwei Stockwerke aufgestockt. |
| 0 | Hospital (G.R.N.W.)                                                                                    | Port Louis         | 0                                                            | Unter französischer Herrschaft wurde das Krankenhaus 1769 am Grand River North-West errichtet. Bereits 1787 wurde das Krankenhaus jedoch wieder geschlossen. Angeblich diente es 1808 als Gefängnis für britische Kriegsgefangene. Kurz nach der Eroberung durch die Briten 1810 wurde das Krankenhaus als „Civil hospital“ erneut eröffnet. 1851 zog das Krankenhaus in einen Neubau um. Das alte Gebäude wurde als psychiatrisches Krankenhaus und als Isolierstation genutzt. Ab 1947 diente es als Korrektionsanstalt. |
| 0 | Ireland Blyth (Stone) Building                                                                         | Port Louis         | 10 Dr. Ferrière Street                                       | 0 |
| 0 | Grab von Léoville L’Homme                                                                              | Port Louis         | Western Cemetery                                             | 0 |
| Bild gesucht Die Wikipedia wünscht sich an dieser Stelle ein Bild vom Ort mit diesen Koordinaten -20.165339 57.498061 . Motiv: Line Barracks Falls du dabei helfen möchtest, erklärt die Anleitung , wie das geht. BW                                          | Line Barracks                                                                                          | Port Louis         | Lord Kitchener Street                                        | Die 1761 fertiggestellten Kasernen dienen seit 1922 der Unterbringung der Polizei. |
| 0 | Grab von Lislet Geoffroy                                                                               | Port Louis         | Western Cemetery                                             | Jean Baptiste Lislet Geoffroy (1755–1836) war Gründer und Sekretär der Société des Sciences et Arts de l’Ile de France, einem Vorgänger der Royal Society of Arts and Sciences |
| 0 | Grab von Louis Lechelle                                                                                | Port Louis         | Western Cemetery                                             | 0 |
| | Malartic Tomb                                                                                          | Port Louis         | Champ de Mars                                                | Gouverneur Anne Joseph Hippolyte de Malartic (1730–1800) wurde als „Vater der Kolonie“ verehrt. Er wurde auf dem Exzerzierplatz „Champs des Mars“ begraben, wo 12 Jahre später die erste Pferderennbahn der Südhalbkugel entstand. Sein Grabdenkmal, ein monumentaler Obelisk wurde durch den Architekten Gastambide entworfen. Da das Geld jedoch ausging, blieb der Obelisk ein Stummel. in den 1840er Jahren wurde der Obelisk in einer vereinfachten Version finalisiert. Am 20. April 1892 verwüstete ein Zyklon die Insel und zerstörte den Oberteil des Obelisken. In den Folgejahren wurde der Obelisk wieder restauriert.                                                                                          |
| | Mauritius Institute Gebäude                                                                            | Port Louis         | Poudriere Street                                             | Mauritius Institute (Naturkundemuseum) |
| 0 | Militärkrankenhaus                                                                                     | Port Louis         | 0                                                            | 0 |
| 0 | Monument commemorating the 141st anniversary of the abolition of slavery in Mauritius                  | Port Louis         | Jardin de la Compagnie                                       | 0 |
| 0 | Monument commemorating the landing of Commandant Guillaume Dufresne on 20 September 1715               | Port Louis         | Robert Edward Hart Garden                                    | 0 |
| | Monument in memory of Soeur Marie Barthélemy                                                           | Port Louis         | Jardin de la Compagnie                                       | Das Denkmal zur Erinnerung an die Ordensschwester Marie Emilie Raynaud Barthélemy (1840–1897) im Jardin de la Compagnie wurde 1978 unter Denkmalschutz gestellt. |
| 0 | Grabdenkmal von Revd. Mère Barthélemy                                                                  | Port Louis         | Western Cemetery                                             | Sœur Marie Barthélemy (1840–1896) war eine Nonne der Bon et Perpétuel Secours. Sie lernte die chinesische Sprache und war in der Chinesenmission tätig. 1896 wurde sie Äbtistin, starb jedoch kurze Zeit später auf einer Reise nach England und wurde auf See bestattet. Am 16. August 1902 wurde das Denkmal eingeweiht, dass die chinesische Gemeinschaft der Insel stiftete. Das Denkmal stand zunächst im Couvent de la Montagne, wurde später in den Jardin de la Compagnie versetzt und steht heute auf dem Westfriedhof. |
| 0 | Grabdenkmal von Dr. Aimé Joseph Mailloux                                                               | Port Louis         | Western Cemetery                                             | 0 |
| 0 | Grabdenkmal von Rémy Ollier                                                                            | Port Louis         | Western Cemetery                                             | Rémy Ollier (1816–1845) war Journalist. Sein Grabdenkmal wurde 1853 errichtet. |
| 0 | Grabdenkmal von Revd. Jean Lebrun                                                                      | Port Louis         | Western Cemetery                                             | 0 |
| | Municipal Theatre                                                                                      | Port Louis         | Pope Henessy Street                                          | Das städtische Theater wurde 1820 bis 1822 durch den Architekten Poujade erbaut. Im 19. Jahrhundert wurde ein Glockenturm ergänzt. |
| | Old Grand River North West Bridge                                                                      | Port Louis         | 0                                                            | 0 |
| 0 | Alte Gasfabrik                                                                                         | Port Louis         | Pleasure Ground                                              | Die alte Gasfabrik wurde 1969 in das France Martin Stadium umgebaut. Es handelt sich um das Stadium für Badminton und Tischtennis von Mauritius. |
| 0 | One monument erected in memory of Dr Horace Beaugeard                                                  | Port Louis         | Außerhalb des Western Cemetery                               | Horace Beaugeard (1836–1883) war Arzt in Port Louis. 1883 landete ein Schiff in Port Louis, deren Besatzung an Pocken erkrankt war. Beaugeard behandelte die Seeleute freiwillig und begleitete sie zur Quarantänestation auf Îlot Gabriel. Er steckte sich an und starb. Am 27. Oktober 1885 wurde das Denkmal zu seinen Ehren, ein Obelisk, durch Gouverneur Pope Hennessy eingeweiht. |
| Bild gesucht Die Wikipedia wünscht sich an dieser Stelle ein Bild vom Ort mit diesen Koordinaten -20.158201 57.486874 . Motiv: monument erected in memory of the dead of 1892 cyclone Falls du dabei helfen möchtest, erklärt die Anleitung , wie das geht. BW | One monument erected in memory of the dead of 1892 cyclone                                             | Port Louis         | Außerhalb des Western Cemetery                               | Das monument erected in memory of the dead of 1892 cyclone vor dem Westfriedhof der Stadt erinnert an die Opfer des Zyklons in Mauritius 1892. Das Denkmal, ein monumentaler Obelisk steht seit 1968 unter Denkmalschutz. |
| 0 | Post Office Headquarters Building (ehemaliges Civil Hospital)                                          | Port Louis         | 0                                                            | 0 |
| 0 | Grab von Prosper d’Epinay                                                                              | Port Louis         | Western Cemetery                                             | Das Grab des Bildhauers Prosper d’Épinay (1836–1914) |
| 0 | Grab von Revd. Sommuel Rock                                                                            | Port Louis         | Western Cemetery                                             | Reverend Sommuel Rock starb am 13. August 1873 im Alter von 76. |
| 0 | Signal Tower (Harbour and Quays)                                                                       | Port Louis         | 0                                                            | 1831 wurde der Turm als Signalturm errichtet. Seit 1832 zeigte ein Zeitball an Dienstagen und Freitagen um 1 Uhr die korrekte Zeit an. 1863 wurde ein neuer Zeitball auf Signal Mountain errichtet. Der alte Turm wurde nun als Windmühle und Pulvermagazin genutzt. 1872 wurde der Turm privatisiert und abgerissen. Lediglich die Basis des Turms ist erhalten. |
| 0 | Grab von Sir Lionel Smith                                                                              | Port Louis         | Western Cemetery                                             | Das Grab des 5ten Gouverneurs von Mauritius ist eine hoch aufragende Säule. |
| 0 | Grab von Sir Robert Barclay                                                                            | Port Louis         | Western Cemetery                                             | Robert Barclay (1755–1839) war 1802 bis 1807 Mitglied des House of Commons. 1813 bis 1835 war er collector of internal revenues in Mauritius. |
| 0 | Sir Seewoosagur Ramgoolam Residence (Wooden Building)                                                  | Port Louis         | Plaine Verte                                                 | Das Wohnhaus von Seewoosagur Ramgoolam wurde am 9. September 1986 aufgrund seines symbolischen Wertes zum Kulturdenkmal erklärt. Am 18. September 1986 wurde durch Premierminister Anerood Jugnauth eine Gedenktafel angebracht. In diesem Haus wurde Maurice Curé (1886–1977) einer der Gründer der Labour Party geboren. |
| | Statue von Rémy Ollier                                                                                 | Port Louis         | Jardin de la Compagnie                                       | Die Statue von Rémy Ollier (Bildhauer Maurice Loumeau (1878–1945)) wurde am 21. November 1908 eingeweiht. |
| | Statue von Adrien d’Épinay                                                                             | Port Louis         | Jardin de la Compagnie                                       | 0 |
| 0 | Statue von Brown Sequard                                                                               | Port Louis         | Jardin de la Compagnie                                       | 0 |
| | Statue von Königin Victoria                                                                            | Port Louis         | vor dem Government House                                     | Die Statue Victorias (1819–1901) wurde 1978 unter Denkmalschutz gestellt. In ihrer 73-jährigen Regierungszeit von 1837 bis 1901 war sie auch Königin der britischen Kolonie Mauritius. Die Statue wurde am 22. Juni 1897 eingeweiht. Sie stand damals zuerst vor dem Bahnhof. 1905 wurde sie an den heutigen Standort versetzt. |
| | Statue von König Edward VII.                                                                           | Port Louis         | Champ de Mars                                                | Die Statue von König Edward VII. (1841–1910) auf dem Champ de Mars wurde 1978 unter Denkmalschutz gestellt. In seiner 9-jährigen Regierungszeit von 1901 bis 1910 war er auch König der britischen Kolonie Mauritius. Die Statue (Bildhauer Maurice Loumeau (1878–1945)) wurde 1912 eingeweiht |
| 0 | Statue von Léoville L’Homme                                                                            | Port Louis         | Jardin de la Compagnie                                       | 0 |
| | Statue von Mahé de Labourdonnais                                                                       | Port Louis         | Place d’Armes                                                | 0 |
| 0 | Statue von Manilall Doctor                                                                             | Port Louis         | Jardin de la Compagnie                                       | 0 |
| | Statue von Sir John Pope Hennessy, KCMG                                                                | Port Louis         | Place Sookdeo Bissoondoyal                                   | Die Statue von John Pope Hennessy des Bildhauers Maurice Loumeau wurde am 22. Dezember 1908 eingeweiht. Sie stand zunächst vor dem Theater. |
| 0 | Statue von Sir W. Stevenson, KCB                                                                       | Port Louis         | vor dem Government House                                     | 0 |
| 0 | Statue von Sir William Newton                                                                          | Port Louis         | Place Sookdeo Bissoondoyal                                   | 0 |
| 0 | Statue von Wladimir Iljitsch Lenin                                                                     | Port Louis         | Robert Edward Hart Garden                                    | Am 29. September 1972 wurde die Büste der ersten Diktators der Sowjetunion durch Seewoosagur Ramgoolam eingeweiht. |
| 0 | Grab von Swinny                                                                                        | Port Louis         | Western Cemetery                                             | Das Grab von S.R.B. Swinny (1825–1848), Leutnant der königlichen Artillerie wurde 1968 zum Kulturdenkmal erklärt. |
| 0 | Grab von Charles Baissac                                                                               | Port Louis         | Western Cemetery                                             | 0 |
| 0 | Grab von Dr. Onesipho Beaugeard                                                                        | Port Louis         | Western Cemetery                                             | 0 |
| 0 | Edith Cavell Government School                                                                         | Port Louis         | 0                                                            | 0 |
| | General Post Office                                                                                    | Port Louis         | Hafen                                                        | Ehemaliges Hauptpostamt, heute Mauritius Postal Museum. |
| | Mercantile Bank Building                                                                               | Port Louis         | 0                                                            | Das Steingebäude wurde für die l’Oriental Bank Corporation erbaut, die 1859 in der Chartered Mercantile Bank of India, London and China, en aufging. Heute ist die Bank Teil der HSBC, die das Gebäude weiter nutzt. |
| 0 | Stone and Iron Works of Port Louis Market (Marché Central)                                             | Port Louis         | 0                                                            | 0 |
| | Supreme Court Buildings                                                                                | Port Louis         | Pope Hennessy road                                           | Das Gebäude des Supreme Court wurde vor 1780 erbaut. In den 1780er Jahren erfolgte eine Erweiterung des Gebäudekomplexes. |
| 0 | Treasury Buildings                                                                                     | Port Louis         | 0                                                            | 0 |
| 0 | Grab von Commodore House                                                                               | Port Louis         | Cemetery                                                     | Commodore House war ein hochdekorierter britischer Offizier. Er starb am 4. September 1824 an Bord der HMS Andromahne und wurde in Port Luis beigesetzt. |
| 0 | Grab von Jean Pascal Dujonc de Boisquesnay                                                             | Port Louis         | Western Cemetery (Old Cemetery)                              | 0 |
| | Trou Fanfaron Police Station                                                                           | Port Louis         | Hafen                                                        | Das Gebäude wurde um 1770 bis 1779 erbaut und als Militärstation genutzt. |
| 0 | Vagrant Depot                                                                                          | Port Louis         | Pointe aux Sables Road                                       | Nach dem Ablauf der vertraglich vereinbarten Frist waren die Vertragsarbeiter aus Indien frei, sich einen neuen Arbeitgeber zu suchen. Die Plantagenbesitzer wünschten sich eine Abschiebung dieser Arbeitskräfte und die Anwerbung neuer, billigerer Vertragsarbeiter. Dieser Ansinnen wurde durch die Regierung in London nicht unterstützt. Um dennoch ein Mittel gegen die freien Arbeiter zu erhalten, wurde 1861 ein Gesetz erlassen, das vorsah, dass alle freien Arbeiter ein „Immigrant Ticket“ (eine Art Personalausweis) mit sich führen müssen. Personen, die ohne diesen Ausweis angetroffen wurden, wurden als Vagranten festgenommen, im Vagrant Depot eingekerkert und zu schwerer Zwangsarbeit verurteilt. |
| 0 | Victoria Station (G.R.N.W.)                                                                            | Port Louis         | 0                                                            | 0 |
| 0 | Grab von Wenceslas Bojer                                                                               | Port Louis         | Western Cemetery                                             | Der aus Böhmen stammende Wenceslas Bojer war Lehrer auf Mauritius und wurde insbesondere durch sein botanisches Fachbuch „Hortus Mauritianus“ 1837 bekannt. |
| 0 | Grab von Abbé Buonvanita                                                                               | Pamplemousses      | Friedhof Pamplemousses                                       | Antoine Buonvanita war der Kaplan von Napoleon Bonaparte auf St. Helena. |
| | Grab von Adrien d’Épinay                                                                               | Pamplemousses      | Friedhof Pamplemousses                                       | Adrien d’Épinay war Leiter des Comité Colonial auf Mauritius. Er leitete die Verhandlungen um die Entschädigung der Pflanzer nach der Abschaffung der Sklaverei 1832 und erreichte, dass die Krone eine Entschädigungszahlung von 2.112.642 Pfund hierfür leistete. Er war Gründer der ersten Bank auf Mauritius, der Banque de Maurice. |
| 0 | Balaclava (Arsenal)                                                                                    | Pamplemousses      | Arsenal                                                      | 0 |
| 0 | Batterie des Grenadiers                                                                                | Pamplemousses      | Pointe aux Piments                                           | 0 |
| 0 | Batterie im Oberoi Hotel                                                                               | Pamplemousses      | Pointe aux Piments                                           | 0 |
| 0 | Batterie im Pointe aux Canonniers Hotel                                                                | Pamplemousses      | Pointe aux Canonniers                                        | 0 |
| | Samadhi Seewoosagur Ramgoolam                                                                          | Pamplemousses      | Sir Seewoosagur Ramgoolam Botanical Garden                   | 0 |
| 0 | Grab von Charles Planel                                                                                | Pamplemousses      | Friedhof Pamplemousses                                       | Charles Planel war ein lokaler Politiker auf Mauritius, der bei den ersten Parlamentswahlen in Mauritius 1886 im Parlament die demokratische Opposition gegen Gouverneur John Pope Hennessy anführte. |
| | Grab von Charles-Thomy Pitot                                                                           | Pamplemousses      | Friedhof Pamplemousses                                       | Charles-Thomy Pitot (1779–1821) war Schriftsteller und war im Jahre 1806 Gründer eines Literaturkreises La Table ovale. Daneben war außerdem im Kolonialrat der Insel politisch tätig. |
| 0 | Cimetière des Esclaves                                                                                 | Pamplemousses      | 0                                                            | 0 |
| | Grab von Dr. Goumany                                                                                   | Pamplemousses      | Pointe aux Canonniers, auf dem Gelände des Hotels „Club Med“ | Im Garten des Club Med steht das Grabmal eines schottischen Quarantänearztes mit Namen Goumany, der hier im Jahr 1889 mit 30 Jahren verstarb. Hier befand sich im 19. Jahrhundert eine Quarantänestation. |
| 0 | Fort Albert                                                                                            | Pamplemousses      | Tombeau Bay                                                  | 0 |
| | Liénard-Denkmal                                                                                        | Pamplemousses      | Pamplemousses                                                | Der 1860 erstellte, weiße Obelisk im botanischen Garten von Pamplemousses erinnert an den Naturforscher François Liénard de la Mivoye. |
| 0 | Pulvermagazin (Powder Magazine) im Oberoi Hotel                                                        | Pamplemousses      | Pointe aux Piments                                           | Nicht zu verwechseln mit dem Powder House (siehe unten), beide zugehörig zur Batterie von Pointe aux Piments und heute auf dem Areal des Oberoi Hotel. |
| 0 | Grab von Magon de La Villebague                                                                        | Pamplemousses      | Friedhof Pamplemousses                                       | René Magon war französischer Gouverneur der Isles de France und de Bourbon und starb am 30. April 1768 mit 56 Jahren. |
| | Model Factory                                                                                          | Pamplemousses      | Sir Seewoosagur Ramgoolam Botanical Garden                   | 0 |
| | Mon Plaisir                                                                                            | Pamplemousses      | Sir Seewoosagur Ramgoolam Botanical Garden,                  | 0 |
| Bild gesucht Die Wikipedia wünscht sich an dieser Stelle ein Bild vom Ort mit diesen Koordinaten -20.082327 57.51252 . Motiv: Fort (Tombeau Bay) Falls du dabei helfen möchtest, erklärt die Anleitung , wie das geht. BW                                      | Fort                                                                                                   | Pamplemousses      | Tombeau Bay                                                  | Das alte Fort wurde zwischen 1770 und 1780 zur Verteidigung der französischen Kolonie erbaut und 1958 unter Denkmalschutz gestellt. |
| | Alter Leuchtturm (Pointe aux Canonniers)                                                               | Pamplemousses      | Pointe aux Canonniers, Gelände des Hotels „Le Canonnier“     | Ein Wachturm des 1750 erbauten französischen Forts diente 1846 bis 1932 als Leuchtturm. |
| 0 | Pulvermagazin (Powder House) im Hotel Oberoi                                                           | Pamplemousses      | Pointe aux Piments                                           | Das Pulvermagazin gehörte zu einer Batterie, die den nördlichen Eingang zur Bucht von Balaclava bewachte. Das 2001 unter Denkmalschutz gestellte Pulvermagazin befindet sich auf dem Gelände des Hotel Oberoi. Nicht zu verwechseln mit dem Powder Magazine (siehe oben) ebenfalls auf dem Areal des Oberoi Hotel. |
| | Pulvermagazin                                                                                          | Pamplemousses      | Pointe aux Canonniers, Gelände des Hotels „Le Canonnier“     | Das Pulvermagazin aus dem Jahr 1754 gehört zum oben unter „Alter Leuchtturm (Pointe aux Canoniers)“ beschriebenen Fort. |
| | Prince Ehelepola Monument                                                                              | Pamplemousses      | Arsenal                                                      | Ehelepola war ein Prinz am Hof des Königreichs Kandy, der zuerst mit den Briten kooperierte, später aber von ihnen nach Mauritius verbannt wurde, wo er 1829 starb. |
| Bild gesucht Die Wikipedia wünscht sich an dieser Stelle ein Bild vom Ort mit diesen Koordinaten -20.085622 57.520688 . Motiv: Ruinen des französischen Arsenals Falls du dabei helfen möchtest, erklärt die Anleitung , wie das geht. BW                      | Ruinen des französischen Arsenals                                                                      | Pamplemousses      | Baie aux Tortues                                             | Das Arsenal wurde ab den 1740er Jahren erbaut. Die Anlage umfasste Werkstätten, Lagerhallen und eine Pulvermühle. Nach einer Explosion des Pulvermagazins 1771 wurde die Pulvermühle nach Pamplemousses verlegt. |
| | Zuckerfabrik                                                                                           | Pamplemousses      | Grande Rosalie                                               | Die Zuckerfabrik wurde im Jahr 1743 von Mahé de Labourdonnais als eine der ersten Zuckerfabriken der Insel gegründet und 1951 unter Schutz gestellt. |
| | Presbytery                                                                                             | Pamplemousses      | Pamplemousses, gegenüber der katholischen Kirche             | Das Pfarrhaus der katholischen Kirchengemeinde von Pamplemousses ist ein Holzhaus aus dem 18. Jahrhundert. Es wurde im Jahr 1742 von der Ostindienkompanie erworben. Auf dem Anwesen wurde die Kirche, das Pfarrhaus und der Friedhof angelegt. |
| | Turm der alten Pulvermühle                                                                             | Pamplemousses      | Pamplemousses                                                | Die 1776 erbauten Pulvermühlen von Pamplemousses waren bis zur Übernahme durch die Briten im Jahr 1810 der Hauptlieferant von Schießpulver auf der Insel und beschäftigten fast 900 Sklaven. |
| 0 | Windmühlenturm                                                                                         | Pamplemousses      | Riche Terre                                                  | Der Windmühlenturm wurde 1951 unter Denkmalschutz gestellt. |
| 0 | Monument commemorating the wreck of St. Géran                                                          | Rivière du Rempart | Poudre d’Or                                                  | 1944 wurde ein Denkmal zur Erinnerung an den Schiffbruch der St. Géran errichtet. Das Schiff war 1744 mit 800 Tonnen Fracht und 167 Menschen vor Poudre d’Or auf das Riff gelaufen und gesunken. Das Unglück inspirierte Jacques-Henri Bernardin de Saint-Pierre zu seinem Werk Paul et Virginie, welches auf Mauritius sehr bekannt ist. |
| Bild gesucht Die Wikipedia wünscht sich an dieser Stelle ein Bild vom Ort mit diesen Koordinaten -20.003263 57.636329 . Motiv: Alte Windmühle Falls du dabei helfen möchtest, erklärt die Anleitung , wie das geht. BW                                         | Alte Windmühle                                                                                         | Riviere du Rempart | Petit Paquet                                                 | Ein Regierungsbericht von 1837 gibt an, es sei damals „ein Turm 29 Meter im Durchmesser und mit 35 Meter hohem Mauerwerk“ |
| 0 | Transit of the Planet Venus Pillar                                                                     | Rivière du Rempart | St. Antoine                                                  | 1874 reiste der Astronom Lord Lindsay mit einem Team von 22 Männern nach Mauritius um den Venustransit zu beobachten. Auf Mauritius war er Gast von Edouard de Chazal, dem Inhaber der Zuckerrohrplantage Belmont, wo ein Observatorium errichtet wurde. |
| 0 | Windmühlenturm von Belle Rive                                                                          | Rivière du Rempart | Cap Malheureux                                               | Der Turm der Windmühle der Zuckerfabrik Belle Rive wurde im Jahr 1951 zum Kulturdenkmal erklärt. |
| Bild gesucht Die Wikipedia wünscht sich an dieser Stelle ein Bild vom Ort mit diesen Koordinaten -20.0627 57.6309 . Motiv: Windmühlenturm von Forbach Falls du dabei helfen möchtest, erklärt die Anleitung , wie das geht. BW                                 | Windmühlenturm von Forbach                                                                             | Rivière du Rempart | Forbach Road                                                 | Die 1818 von Joseph Staub erbaute Mühle diente dem Mahlen von Zuckerrohr. |
| 0 | Commerson Monument                                                                                     | Flacq              | 0                                                            | 0 |
| Bild gesucht Die Wikipedia wünscht sich an dieser Stelle ein Bild vom Ort mit diesen Koordinaten -20.193056 57.7225 . Motiv: District Court (Flacq) Falls du dabei helfen möchtest, erklärt die Anleitung , wie das geht. BW                                   | District Court                                                                                         | Flacq              | Centre de Flacq                                              | 0 |
| 0 | Limekilns                                                                                              | Flacq              | Poste de Flacq                                               | 0 |
| 0 | Alter Friedhof Poste de Flacq                                                                          | Flacq              | Poste de Flacq                                               | 0 |
| 0 | Alter Schornstein der Zuckerfabrik                                                                     | Flacq              | Petite Retraite                                              | 0 |
| 0 | Pont D’Epinay                                                                                          | Flacq              | Bramsthan                                                    | 0 |
| 0 | Gefängnis von Belle Mare                                                                               | Flacq              | 0                                                            | 0 |
| 0 | Ruinen der Quatre Cocos Factory                                                                        | Flacq              | 0                                                            | 0 |
| | Zuckerfabrik                                                                                           | Flacq              | Belle Mare                                                   | Ruine der Zuckerfabrik Belle Mare. |
| 0 | Grab von Le Comte Gaud Louis Ravanel                                                                   | Flacq              | St. Julien Cemetery                                          | 0 |
| 0 | Veranda des Verwalterwohnhauses                                                                        | Flacq              | Constance                                                    | 0 |
| 0 | Chateau Riche en Eau                                                                                   | Grand Port         | Riche en Eau                                                 | 0 |
| 0 | Dutch Monument                                                                                         | Grand Port         | Ferney                                                       | 0 |
| | Denkmal der Seeschlacht von Grand Port                                                                 | Grand Port         | Mahébourg                                                    | In der Seeschlacht von Grand Port 1810 vernichteten die Franzosen ein britisches Geschwader, was aber die Eroberung von Mauritius durch die Briten wenige Monate später nicht verhinderte. |
| | Île de la Passe                                                                                        | Grand Port         | 0                                                            | Historische Befestigungsanlagen auf der Insel Île de la Passe. |
| | Leuchtturm                                                                                             | Grand Port         | Île aux Fouquets                                             | |
| | Maison Historique de Grand Port                                                                        | Grand Port         | Mahébourg                                                    | In dem Gebäude im Kolonialstil aus dem Jahr 1772 ist seit 1950 das Geschichts- und Marinemuseum untergebracht, das unter anderem Relikte der Seeschlacht von Grand Port 1810 zeigt. |
| | Denkmal zum Schiffbruch der Crysolite                                                                  | Grand Port         | Mahébourg                                                    | Das mit Vieh von Madagaskar beladene Segelschiff Crysolite (auch Chrysolite geschrieben) erlitt während des Zyklons vom 29. März 1874 vor der Küste von Mauritius Schiffbruch. |
| 0 | Monument to commemorate entry of sugar cane                                                            | Grand Port         | 0                                                            | 0 |
| 0 | Alter Schornstein                                                                                      | Grand Port         | Old Grand Port                                               | 0 |
| 0 | Alter unbenutzter Schornstein                                                                          | Grand Port         | St. Hubert                                                   | 0 |
| 0 | Alte französische Batterie                                                                             | Grand Port         | 0                                                            | 0 |
| 0 | Überreste der alten französischen Batterie                                                             | Grand Port         | Anse Petite Sable                                            | 0 |
| 0 | Ruins of 1939-45 war buildings on top of the promontory, overlooking the whole of the South East Coast | Grand Port         | 0                                                            | Im Zweiten Weltkrieg war die britische Kolonie Mauritius eine wichtige Basis im U-Boot-Krieg im Indischen Ozean. Eine Reihe von Verteidigungsanlagen und Treibstofflager wurden erbaut. Auf einer Landzunge im Südosten der Insel haben sich Reste dieser Anlagen erhalten. |
| 0 | Ruinen der französischen Batterie in Pointe du Diable                                                  | Grand Port         | Pointe du Diable                                             | 0 |
| | Tour Hollandais                                                                                        | Grand Port         | Old Grand Port                                               | 0 |
| 0 | Bain des Négresses Bridge                                                                              | Savanne            | Souillac                                                     | 0 |
| 0 | Grab von Baron d’Unienville                                                                            | Savanne            | Souillac                                                     | 0 |
| 0 | Le Batelage Building                                                                                   | Savanne            | Souillac                                                     | 0Batelage ist der Name des Hafens von Souillac. Das Gebäude ist der letzte Rest der Kaianlagen und diente als Lagerhaus für Zucker. |
| | Maison St. Aubin                                                                                       | Savanne            | bei Souillac                                                 | 1819 ließ die Familie Guimbeau das Haus im Kolonialstil als Wohngebäude ihrer Zuckerfabrik errichten. Das Haus wurde aus dem Holz gestrandeter Schiffe gebaut. Die Treppe ist rund um den Mast eines Schiffes angeordnet. Das Haus wurde bis 1970 von der Familie, später von den Direktoren der Fabrik genutzt. Seit 2007 wird es als Restaurant genutzt. |
| 0 | Polizeistation in Souillac                                                                             | Savanne            | Souillac                                                     | 0 |
| 0 | Polizeistation in Tyack                                                                                | Savanne            | Tyack (Savanne)                                              | 0 |
| 0 | Telfair Monument                                                                                       | Savanne            | 0                                                            | Charles Telfair |
| | Trevessa-Monument                                                                                      | Savanne            | Bel Ombre                                                    | Gedenkstein an die Überlebenden des Untergangs der Trevessa 1923 am Ende des Strandes nahe dem Friedhof von St. Martin. |
| 0 | Batterie in l’Harmonie                                                                                 | Black River        | 0                                                            | 0 |
| 0 | Grab von Colonel Draper                                                                                | Black River        | La Mivoie Cemetery                                           | 0 |
| | La Tour Koenig                                                                                         | Black River        | Pointe aux Sables an der M1                                  | La Tour Koenig ist ein mittelalterlich anmutender Turm. Er wurde durch Henry Koenig, einem der Gründer der „Mauritius Commercial Bank“ für seinen Vater errichtet. Koenigs Vater Johann Anton stammte aus Miltenberg und litt an Heimweh. Der Sohn wollte daher die Burgen seiner Heimatregion nachbauen. Der Turm wurde nicht vollendet. Nachdem ein Arbeiter aus dem 5. Stock fiel und tödlich verunglückte, wurde der Bau beendet. |
| | Martello-Turm in La Preneuse                                                                           | Rivière Noire      | La Preneuse                                                  | Der Martello-Turm war einer von fünf Befestigungstürmen dieser Bauart, die die britische Kolonialmacht 1832 bis 1835 auf Mauritius errichtete. Neben dem in Preneuse war das einer in Tamarin, in L’Harmonie in Fort Victoria und der Cunningham’s Tower. Der Turm ist heute ein Museum. |
| 0 | Abbé de la Caille Memorial                                                                             | Plaines Wilhems    | Municipality of Curepipe Compound                            | 0 |
| | Carnegie-Bibliothek                                                                                    | Plaines Wilhems    | Curepipe                                                     | 0 |
| 0 | Grab von Chapman                                                                                       | Plaines Wilhems    | Beau Bassin                                                  | 0 |
| 0 | Grab von Dr. Stadtman                                                                                  | Plaines Wilhems    | Chebel                                                       | 0 |
| 0 | Denkmal für Matthew Flinders                                                                           | Plaines Wilhems    | La Marie                                                     | Nicht zu verwechseln mit dem Matthew-Flinders-Denkmal, das 2003 an der Südküste, in Baie du Cap (Savanne) errichtet wurde. Der Britische Seefahrer Matthew Flinders wurde von 1803 bis 1810 in Mauritius festgehalten. |
| 0 | Laperouse Memorial                                                                                     | Plaines Wilhems    | Eau Coulée                                                   | 0 |
| 0 | Old Labourers’ Quarters                                                                                | Plaines Wilhems    | Trianon                                                      | 0 |
| 0 | Postamt                                                                                                | Plaines Wilhems    | Rose-Hill                                                    | 0 |
| 0 | Privatfriedhof der Familie Martin-Moncamp                                                              | Plaines Wilhems    | Trianon                                                      | 0 |
| 0 | Statue von Aimé de Sornay                                                                              | Plaines Wilhems    | Municipality of Curepipe Compound                            | 0 |
| 0 | Statue von J.P. Toulet                                                                                 | Plaines Wilhems    | Municipality of Curepipe Compound                            | 0 |
| 0 | Statue von Paul et Virginie in Curepipe                                                                | Plaines Wilhems    | Municipality of Curepipe Compound                            | 0 |
| | Rathaus von Curepipe                                                                                   | Plaines Wilhems    | Curepipe                                                     | 0 |
| 0 | Grab von Emmanuel Anquetil                                                                             | Plaines Wilhems    | St. Jean Cemetery                                            | 0 |
| | Monument aux Morts                                                                                     | Plaines Wilhems    | Curepipe                                                     | 0 |
| | Royal College                                                                                          | Plaines Wilhems    | Curepipe, Royal Road                                         | Das heutige Gebäude des Royal College wurde 1912 erbaut. |
| 0 | Grab von John Comber-Browne                                                                            | Plaines Wilhems    | St. Thomas Cemetery, Beau Bassin                             | 0 |
| 0 | Plaza Theatre                                                                                          | Plaines Wilhems    | Rose Hill                                                    | 0 |
| | Government House, Le Reduit                                                                            | Moka               | Le Reduit                                                    | Das State House oder Château de Réduit war seit 1764 Residenz der Gouverneure und ist seit der Unabhängigkeit die Residenz des Präsidenten von Mauritius. |
| 0 | Cannon                                                                                                 | Rodrigues          | Pointe Canon                                                 | 0 |
| 0 | Ex-Administration Block                                                                                | Rodrigues          | Port Mathurin                                                | 0 |
| 0 | Garde Post                                                                                             | Rodrigues          | Mont Venus                                                   | 0 |
| 0 | Ben Gontron House                                                                                      | Rodrigues          | Barclay Street, Port Mathurin                                | 0 |
| 0 | Residency Buildings                                                                                    | Rodrigues          | Port Mathurin                                                | 0 |

## Im 1985 Act genannte Kulturdenkmäler, die 2003 nicht mehr genannt werden
Der National Monuments Act von 1985 nennt weitere Kulturdenkmäler, die 2003 nicht mehr genannt werden. Dies sind unter anderem:
- Rum Warehouse Building/Near Immigration Square[104]
- Charles Henry Delson Leal Tomb Western Cemetery,[105]
- The Charles Basile Baissac’s Tomb (Western Cemetery)[106]

## Sechs weitere Kulturstätten ab 2021
Am 10. Dezember 2021 hat das Kabinett sechs weitere Stätten ins nationale Kulturgut aufgenommen:
| Bild | Name                                                          | Distrikt      | Lage       | Beschreibung |
| --- | ------------------------------------------------------------- | ------------- | ---------- | --- |
| 0 | Fahnenhissungsort anlässlich der Unabhängigkeit von Mauritius | Port Louis    | Port Louis | Auf dem Champ de Mars wurde 1968 erstmals die Flagge von Mauritius gehisst. |
| Bild gesucht Die Wikipedia wünscht sich an dieser Stelle ein Bild vom Ort mit diesen Koordinaten -20.484975506686 57.58942549787 . Motiv: Château Benares Falls du dabei helfen möchtest, erklärt die Anleitung , wie das geht. BW                            | Château Benares                                               | Savanne       | Benares    | 2022 wurde eine Private-Public Partnership ins Leben gerufen, um das zerfallene Château Benares zu restaurieren.                                                                                    |
| Bild gesucht Die Wikipedia wünscht sich an dieser Stelle ein Bild vom Ort mit diesen Koordinaten -20.516244189856 57.519062424872 . Motiv: Le Batelage Falls du dabei helfen möchtest, erklärt die Anleitung , wie das geht. BW                               | Le Batelage                                                   | Savanne       | Bel Ombre  | Das wohl um das Jahr 1890 herum gebaute Lagerhaus Le Batelage diente zur Lagerung des im abgelegenen Bel Ombre hergestellten Zuckers, bevor er mit Küstenschiffen nach Port Louis verschifft wurde. |
| 0 | Lavoir                                                        | Grand Port    | Mahebourg  | Der Waschplatz, vermutlich um 1770 erbaut, diente bis in die 2010er-Jahre der Bevölkerung zum Waschen der Kleider.                                                                                  |
| Drinking trough for horses, National Heritage, 1865 | Tränke (fr: Abreuvoir)                                        | Grand Port    | Mahebourg  | An diesem 1865 errichteten Brunnen in der Nähe des damaligen Bahnhofs wurden die Pferde getränkt, während man auf die Ankunft der Personenzüge wartete.                                             |
| Bild gesucht Die Wikipedia wünscht sich an dieser Stelle ein Bild vom Ort mit diesen Koordinaten -20.107379739798 57.550260239894 . Motiv: Steingebäude beim Krishnanand Seva Ashram Falls du dabei helfen möchtest, erklärt die Anleitung , wie das geht. BW | Steingebäude beim Krishnanand Seva Ashram                     | Pamplemousses | Calebasses | In einem alten Gebäude in Calebasses, das ursprünglich im Jahr 1888 als Krankenstation errichtet wurde, gründete Swami Krishnanand 1983 den Krishnanand Seva Ashram.                                |